# Danh sách giám mục Công giáo người Trung Quốc
Mặc dù Công giáo truyền bá vào Trung Quốc đã có lịch sử hàng trăm năm, tuy nhiên, số lượng giám mục chính thống người bản xứ lại không tương xứng với bề dày lịch sử. Nhất là từ sau năm 1949, khi chính quyền Cộng hòa Nhân dân Trung Hoa được thành lập, rất nhiều giáo phận rơi vào tình trạng trống tòa hoặc bị cản tòa do những mâu thuẫn giữa Tòa Thánh Vatican và chính quyền Trung Quốc trong vấn đề phong chức và bổ nhiệm giám mục. Dưới đây là danh sách các giám mục chính thống người Trung Quốc được Tòa Thánh phong chức hoặc chấp nhận hiệp thông trong lịch sử. Danh sách này không bao gồm các giám mục thuộc các giáo phận của vùng lãnh thổ Đài Loan, Hồng Kông và Ma Cao.
Ghi chú: Những chức vụ, ngày thụ chức có kí hiệu ♦ có nghĩa truyền chức trước khi Tòa Thánh công nhận chức giám mục. Một chức vụ cũng bị đánh kí hiệu ♦ do thời gian đó chính quyền Trung Quốc công nhận chức vụ (sau khi Tòa Thánh mật phong đã lâu).
| STT | Tên                                                                             | Thời gian sống | Thụ phong         | Chức vị giám mục | Ghi chú |
| --- | ------------------------------------------------------------------------------- | -------------- | ----------------- | --- | --- |
| 1   | Grêgôriô La Văn Tảo O.P. (罗文藻) Gregory Luo Wen-zao                           | 1616-1691      | 8 tháng 4, 1685   | - Giám mục hiệu tòa Basilinopolis (1674–1690) - Đại diện Tông Tòa Nam Kinh (1674–1690) - Giám mục chính tòa Nam Kinh (1690–1691) | Giám mục người Hoa tiên khởi                                                                                           |
| 2   | Simôn Chu Khai Mẫn S.J. (朱开敏) Simon Chu Kai-min                              | 1868-1960      | 28 tháng 10, 1926 | - Giám mục hiệu tòa Lesvi (1926–1946) - Đại diện Tông Tòa Hải Môn (1926-1946) - Giám mục chính tòa Hải Môn (1946–1960) | |
| 3   | Mêchiô Tôn Đức Trinh C.M. (孫德禎) Melchior Sun De-zhen                         | 1869-1951      | 28 tháng 10, 1926 | - Phủ doãn Tông Tòa Lễ Huyện (1924–1929) - Giám mục hiệu tòa Esbus (1926–1951) - Đại diện Tông Tòa An Quốc (1929-1936) | |
| 4   | Ôđôricô Thành Hòa Đức O.F.M. (成和德) Odorico Cheng He-de                       | 1873-1928      | 28 tháng 10, 1926 | - Phủ doãn Tông Tòa Bồ Kỳ (1924–1928) - Giám mục hiệu tòa Catenna (1926–1928) | |
| 5   | Luy Trần Quốc Chỉ O.F.M. (陈国砥) Louis Chen Guo-di                             | 1875-1930      | 28 tháng 10, 1926 | - Giám mục hiệu tòa Attuda (1926–1930) - Đại diện Tông Tòa Phần Dương (1926-1930) | |
| 6   | Philípphê Triệu Hoài Nghĩa (赵怀义) Philip Zhao Huai-yi                         | 1880-1927      | 28 tháng 10, 1926 | - Giám mục hiệu tòa Vaga (1926–1927) - Đại diện Tông Tòa Tuyên Hóa phủ (1926-1927) | |
| 7   | Giuse Hồ Nhược Sơn C.M. (胡若山) Josheph Hu Jo-shan                             | 1881-1962      | 28 tháng 10, 1926 | - Giám mục hiệu tòa Theodosiopolis in Armenia (1926–1946) - Đại diện Tông Tòa Đài Châu (1926-1946) - Giám mục chính tòa Lâm Hải (1946–1962) | |
| 8   | Phêrô Trình Hữu Du (程有猷) Peter Cheng You-you                                 | 1881-1935      | 2 tháng 7, 1928   | - Giám mục hiệu tòa Sozusa in Palæstina (1928–1935) - Đại diện Tông Tòa Tuyên Hóa phủ (1928-1935) | |
| 9   | Êvaritê Trương Trí Lương (張智良) Evarist Zhang Zhi-liang                       | 1887-1932      | 14 tháng 4, 1929  | - Giám mục hiệu tòa Catenna (1929–1932) - Đại diện Tông Tòa Tập Ninh (1929-1932) | |
| 10  | Phanxicô Xaviê Vương Trạch Phổ (王泽浦) Francis Xavier Wang Ze-pu               | 1872-1959      | 24 tháng 2, 1930  | - Giám mục hiệu tòa Sinda (1929–1946) - Đại diện Tông Tòa Vạn Huyện (1929-1946) - Giám mục chính tòa Vạn Huyện (1946-1947) - Giám mục hiệu tòa Mactaris (1947–1949) | |
| 11  | Phaolô Vương Văn Thành (王文成) Paul Wang Wen-cheng                             | 1881-1961      | 24 tháng 2, 1930  | - Giám mục hiệu tòa Olena (1929–1946) - Đại diện Tông Tòa Thuận Khánh Phủ (1929-1946) - Giám mục chính tòa Thuận Khánh (1946-1961) | |
| 12  | Phanxicô Lưu Cẩm Văn (刘锦文) Francis Liu Jin-wen                               | 1872-1956      | 10 tháng 12, 1930 | - Giám mục hiệu tòa Lampsacus (1930–1946) - Đại diện Tông Tòa Phần Dương (1930-1946) - Giám mục chính tòa Phần Dương (1946-1948) - Giám mục hiệu tòa Antipatris (1948–1951) | |
| 13  | Bônifaciô Dương Phúc Tước (楊福爵) Boniface Yang Fu-jue                         | 1878-1938      | 26 tháng 7, 1931  | - Giám mục hiệu tòa Eguga (1931–1938) - Giám mục Phụ tá Đại diện Tông Tòa Quảng Châu (1931-1938) | |
| 14  | Giuse Chu Tể Thế C.M. (周济世) Joseph Zhou Ji-shi                               | 1892-1972      | 2 tháng 8, 1931   | - Giám mục hiệu tòa Cratia (1931–1946) - Đại diện Tông Tòa Bảo Định phủ (1931-1946) - Giám mục chính tòa Bảo Định (1946) - Tổng giám mục chính tòa Nam Xương (1946-1972) | - Bị cầm tù từ năm 1949 - Qua đời tại nơi lưu đày năm 1972                                                             |
| 15  | Gioan Trương Bật Đức (张弼德) John Zhang Bi-de                                  | 1893-1976      | 24 tháng 4, 1932  | - Phủ doãn Tông Tòa Triệu Huyện (1929–1932) - Giám mục hiệu tòa Antipyrgos (1932–1946) - Đại diện Tông Tòa Triệu Huyện (1932-1946) - Giám mục chính tòa Triệu Huyện (1946–1953) - Giám quản Tông Tòa Thiên Tân (1951-1953) - Giám mục hiệu tòa Panemotichus (1953–1976)                                         | |
| 16  | Mátthêu Lý Dung Triệu (李容兆) Matthew Li Rong-zhao                             | 1877-1935      | 11 tháng 6, 1933  | - Phủ doãn Tông Tòa Nhã Châu (1929–1933) - Giám mục hiệu tòa Tlos (1933–1935) - Đại diện Tông Tòa Nhã Châu (1933-1935) | |
| 17  | Giuse Thôi Thủ Tuân (崔守恂) Joseph Cui Shou-xun                                | 1877-1953      | 11 tháng 6, 1933  | - Phủ doãn Tông Tòa Vĩnh Niên (1929–1933) - Giám mục hiệu tòa Tanais (1933–1946) - Đại diện Tông Tòa Vĩnh Niên (1933-1946) - Giám mục chính tòa Vĩnh Niên (1946–1951) | |
| 18  | Giuse Phàn Hằng An (樊恒安) Joseph Fan Heng-an                                  | 1882-1975      | 11 tháng 6, 1933  | - Giám mục hiệu tòa Paphus (1933–1946) - Đại diện Tông Tòa Tập Ninh (1933-1946) - Giám mục chính tòa Tập Ninh (1946–1975) | |
| 19  | Phaolô Vu Bân (于斌) Paul Yü Pin                                                | 1901-1978      | 20 tháng 9, 1936  | - Giám mục hiệu tòa Sozusa in Palæstina (1936–1946) - Đại diện Tông Tòa Nam Kinh (1936-1946) - Tổng giám mục chính tòa Nam Kinh (1946–1978) - Hồng y linh mục xứ Gesù Divin Lavoratore (1969-1978) | - Lưu vong và bị cản tòa từ năm 1949 - Thăng Hồng y 28 tháng 4 năm 1969                                                |
| 20  | Giuse Trương Nhuận Ba (张润波) Josheph Zhang Run-bo                             | 1899-1949      | 28 tháng 10, 1936 | - Giám mục hiệu tòa Tadamata (1936–1946) - Đại diện Tông Tòa Tuyên Hóa phủ (1942-1946) - Giám mục chính tòa Tuyên Hóa (1946–1947) - Giám mục hiệu tòa Cynopolis in Arcadia (1947–1949) | - Lưu vong năm 1949 |
| 21  | Fabianô Dư Úc Văn (余郁文) Fabian Yu Yu-wen                                     | 1890-1943      | 15 tháng 11, 1936 | - Giám mục hiệu tòa Phacusa (1936–1943) - Đại diện Tông Tòa Nhã Châu (1936-1938) - Đại diện Tông Tòa Gia Định (1938-1943) | |
| 22  | Gioan Baotixita Vương Tăng Nghĩa C.M. (王增义) John Baptist Wang Zeng-yi        | 1884-1951      | 24 tháng 2, 1938  | - Giám mục hiệu tòa Lamia (1937–1946) - Đại diện Tông Tòa An Quốc (1937-1946) - Giám mục chính tòa An Quốc (1946–1951) | |
| 23  | Phanxicô Xaviê Triệu Chấn Thanh S.J. (赵振声) Francis Xavier Zhao Zhen-sheng    | 1894-1970      | 27 tháng 3, 1938  | - Giám mục hiệu tòa Bisica (1937–1946) - Đại diện Tông Tòa Hiến Huyện (1937-1946) - Giám mục chính tòa Hiến Huyện (1946–1968) | |
| 24  | Gióp Trần Khải Minh C.M. (陈启明) Giobbe Chen Chi-ming                          | 1891-1959      | 25 tháng 5, 1939  | - Giám mục hiệu tòa Perta (1939–1946) - Đại diện Tông Tòa Chính Định phủ (1939-1946) - Giám mục chính tòa Chính Định (1946–1959) | - Lưu vong từ năm 1949                                                                                                 |
| 25  | Tôma Điền Canh Tân S.V.D. (田耕莘) Thomas Tien-ken-sin                          | 1890-1967      | 29 tháng 10, 1939 | - Phủ doãn Tông Tòa Dương Cốc (1934–1939) - Giám mục hiệu tòa Ruspæ (1939–1946) - Đại diện Tông Tòa Dương Cốc (1939-1942) - Đại diện Tông Tòa Thanh Đảo (1942-1946) - Hồng y linh mục xứ Santa Maria in Via (1946-1967) - Tổng giám mục chính tòa Bắc Kinh (1946-1967) - Giám quản Tông Tòa Đài Bắc (1959-1966) | - Thăng Hồng y 18 tháng 2 năm 1946 - Hồng y người Hoa tiên khởi - Lưu vong từ năm 1948                                 |
| 26  | Vitô Trương Tác Hằng S.V.D. (張作恆) Vitus Zhang Zuo-heng                       | 1903-1982      | 8 tháng 12, 1941  | - Giám mục hiệu tòa Eguga (1941–1946) - Đại diện Tông Tòa Tín Dương châu (1941-1946) - Giám mục chính tòa Tín Dương (1946–1949) - Giám mục hiệu tòa Cyanæ (1949–1982) | - Lưu vong từ năm 1949                                                                                                 |
| 27  | Sylvestrô Philípphê Vương Đạo Nam O.F.M. (王道南) Philip Silvester Wang Tao-nan | 1892-1949      | 20 tháng 9, 1942  | - Phủ doãn Tông Tòa Phượng Tường phủ (1933–1942) - Giám mục hiệu tòa Athribis (1942–1946) - Đại diện Tông Tòa Phượng Tường phủ (1942-1946) - Giám mục chính tòa Phượng Tường (1946–1949) | |
| 28  | Tôma Ngưu Hội Khanh (牛會卿) Thomas Niu Hui-qing                                | 1895-1973      | 4 tháng 4, 1943   | - Giám mục hiệu tòa Sertei (1943–1946) - Đại diện Tông Tòa Dương Cốc (1943-1946) - Giám mục chính tòa Dương Cốc (1946–1973) - Giám quản Tông Tòa Phúc Ninh (1948-1973) - Giám quản Tông Tòa Gia Nghĩa (1952-1969)                                                                                               | - Lưu vong từ năm 1951                                                                                                 |
| 29  | Giuse Maria Viên Khắc Trị (袁克治) Joseph Mary Yuan Ke-zhi                      | 1898-1969      | 4 tháng 3, 1945   | - Phủ doãn Tông Tòa Trú Mã Điếm (1939–1944) - Giám mục hiệu tòa Calydon (1944–1946) - Đại diện Tông Tòa Trú Mã Điếm (1944-1946) - Giám mục chính tòa Trú Mã Điếm (1946–1969) | - Lưu vong từ năm 1949                                                                                                 |
| 30  | Phêrô Vương Mộc Đạc (王木铎) Peter Wang Mu-duo                                  | 1904-1959      | 7 tháng 3, 1948   | - Giám mục chính tòa Tuyên Hóa (1948–1959) | |
| 31  | Simôn Lôi Chấn Hà (雷震霞) Simon Lei Chang-hsia                                 | 1915-1970      | 14 tháng 8, 1949  | - Giám mục chính tòa Phần Dương (1949–1963) | |
| 32  | Phaolô Đặng Cập Châu (邓及洲) Paul Deng Ji-zhou                                 | 1905-1990      | 21 tháng 9, 1949  | - Giám mục chính tòa Gia Định (1949–1990) | |
| 33  | Ignatiô Cung Phẩm Mai (龔品梅) Ignatius Kung Pin-mei                            | 1901-2000      | 7 tháng 10, 1949  | - Giám mục chính tòa Tô Châu (1949–1950) - Giám mục chính tòa Thượng Hải (1950-2000) - Giám quản Tông Tòa Tô Châu (1950–2000) - Giám quản Tông Tòa Nam Kinh (1950–2000) - Hồng y linh mục xứ San Sisto (1991–2000)                                                                                              | - Thăng Hồng y in pectore 30 tháng 6 năm 1979 - Thụ phong Hồng y chính thức 26 tháng 6 năm 1991 - Lưu vong từ năm 1988 |
| 34  | Ignatiô Bì Sấu Thạch (皮漱石) Ignatius Pi Shu-shi                               | 1897-1978      | 11 tháng 10, 1949 | - Tổng giám mục chính tòa Phụng Thiên (1949–1978) | |
| 35  | Mátthia Đoàn Ấm Minh (段蔭明) Matthias Duan Yin-ming                            | 1908-2001      | 18 tháng 10, 1949 | - Giám mục chính tòa Vạn Huyện (1949–2001) | |
| 36  | Phanxicô Hàn Đình Bật (韩廷弼) Francis Han Ting-pi                              | 1908-1991      | 9 tháng 7, 1950   | - Giám mục chính tòa Hồng Động (1950–1991) | |
| 37  | Antôn Chu Duy Đạo O.F.M. (周维道) Anthony Zhou Wei-dao                          | 1905-1983      | 1 tháng 10, 1950  | - Giám mục chính tòa Phượng Tường (1950–1979) | |
| 38  | Louis Lý Bách Ngư (李伯漁) Louis Li Bo-yu                                       | 1908-1980      | 1951              | - Giám mục chính tòa Châu Trất (1951–1980) | |
| 39  | Đa Minh Đặng Dĩ Minh S.J. (鄧以明) Dominic Deng Yi-ming                         | 1908-1995      | 13 tháng 2, 1951  | - Giám mục hiệu tòa Elatea (1950–1981) - Giám quản Tông Tòa Quảng Châu (1950–1981) - Tổng giám mục chính tòa Quảng Châu (1981–1995) | |
| 40  | Phanxicô Dịch Tuyên Hóa (易宣化) Francis Yi Xuan-hua                            | 1900-1974      | 17 tháng 5, 1951  | - Phủ doãn Tông Tòa Tương Dương (1936–1951) - Giám mục chính tòa Tương Dương (1951–1974) | |
| 41  | Mêchiô Trương Khắc Hưng (張克興) Melchior Zhang Ke-xing                         | 1914-1988      | 24 tháng 5, 1951  | - Giám mục hiệu tòa Clypia (1949–1951) - Giám mục phó Tây Loan Tử (1949–1951) - Giám mục chính tòa Tây Loan Tử (1951–1988) | |
| 42  | Giuse Lý Đạo Nam (李道南) Joseph Li Dao-nan                                     | 1902-1973      | 24 tháng 6, 1951  | - Giám mục chính tòa Bồ Kỳ (1951–1973) | |
| 43  | Phêrô Giuse Phạm Học Yêm (範學淹) Peter Joseph Fan Xue-yan                      | 1907-1992      | 24 tháng 6, 1951  | - Giám mục chính tòa Bảo Định (1951–1992) | |
| 44  | Anphongsô Tông Hoài Mô O.F.M. (宗懷謨) Alphonsus Zong Huai-mo                   | 1904-1975      | 29 tháng 7, 1951  | - Giám mục chính tòa Yên Đài (1951–1978) | |
| 45  | Phanxicô Vương Học Minh (王學明) Francis Wang Xue-ming                          | 1910-1997      | 7 tháng 10, 1951  | - Tổng giám mục chính tòa Tuy Viễn (1951–1997) | |
| 46  | Giuse Vạn Thứ Chương (萬次章)                                                   | 1908-1961      | 4 tháng 5, 1952   | - Giám mục chính tòa Hoành Châu (1952–1961) | |
| 47  | Pacific Lý Tuyên Đức (李宣德)                                                   | 1904-1972      | 1953              | - Giám mục chính tòa Diên An (1951–1972) - Giám quản Tông Tòa Tây An (1952-1972) | |
| 48  | Bênađinô Đổng Quan Thanh (董光清)                                               | 1917-2007      | 13 tháng 4, 1958♦ | - Tổng giám mục chính tòa Hán Khẩu (1958–1994)♦ - Tổng giám mục chính tòa Hán Khẩu (1994-2007) | Giám mục được giải vạ tuyệt thông và công nhận chức giám mục                                                           |
| 49  | Micae Tiêu Lập Nhân (蕭立仁)                                                    | 1910-1996      | 1980?             | - Giám mục chính tòa Triệu Huyện (1980?–1996) | Giám mục mật phong |
| 50  | Luca Lý Kính Phong (李鏡峰)                                                     | 1922-2017      | 25 tháng 4, 1980  | - Giám mục Phó Phượng Tường (1980–1983) - Giám mục chính tòa Phượng Tường (1983–2017) | |
| 51  | Giuse Cận Đức Thần (靳德辰)                                                     | 1918-2002      | 1981              | - Giám mục chính tòa Nam Dương (1981–1995) | Giám mục mật phong |
| 52  | Philipphê Vương Lập Bá (楊立柏)                                                 | 1919-1998      | 1981              | - Tổng giám mục chính tòa Lan Châu (1981–1998) | Giám mục mật phong |
| 53  | Phanxicô Chu Thiện Phu (周善夫)                                                 | 1915-1989      | 1981              | - Phủ doãn Tông Tòa Dịch Huyện (1981–1988) | Giám mục mật phong |
| 54  | Giuliô Giả Trị Quốc (賈治國)                                                    | 1935-          | 8 tháng 2, 1981   | - Giám mục chính tòa Chính Định (1981–nay) | Giám mục mật phong |
| 55  | Casimirô Vương Di Lộc (王彌祿)                                                  | 1943-2017      | 20 tháng 2, 1981  | - Giám mục chính tòa Tần Châu (1981–2003) | Giám mục mật phong |
| 56  | Tôma Trương Hoài Tín (張懷信)                                                   | 1925-2016      | 19 tháng 10, 1981 | - Giám mục chính tòa Cấp Huyện (1981–2016) | Giám mục mật phong |
| 57  | Bartôlômêô Dư Thành Đễ (余成悌)                                                 | 1919-2009      | 10 tháng 12, 1981 | - Giám mục chính tòa Hán Trung (1984–2003) | Giám mục mật phong |
| 58  | Phêrô Phạm Văn Hưng (范文興)                                                    | 1921-2006      | 20 tháng 12, 1981 | - Giám mục chính tòa Cảnh Huyện (1981–1999) | |
| 59  | Stêphanô Lý Tư Đức (李思德)                                                     | 1927-2019      | 1982              | - Giám mục chính tòa Thiên Tân (1982–nay) | Giám mục mật phong |
| 60  | Cosma Sư Ân Tường (師恩祥)                                                      | 1921-2015      | 1982              | - Phụ tá Phủ doãn Tông Tòa Dịch Huyện (1982-1996) - Phủ doãn Tông Tòa Dịch Huyện (1996-2015) | Giám mục mật phong |
| 61  | Phaolô Phạm Vũ Phi (范宇飛)                                                     | 1931-1995      | 25 tháng 1, 1982  | - Giám mục chính tòa Châu Trất (1982-1984) | |
| 62  | Giuse Tôn Viễn Mô (孫遠謨)                                                      | 1920-2006      | 12 tháng 2, 1982  | - Giám mục phụ tá Hồng Động (1982-1991) - Giám mục Phó Hồng Động (1991) - Giám mục chính tòa Hồng Động (1991-2006) | Giám mục mật phong |
| 63  | Phaolô Tống Duy Lễ (宋維禮)                                                     | 1913-1996      | 17 tháng 2, 1982  | - Phủ doãn Tông Tòa Dịch Huyện (1982 - 1996) - Giám mục phụ tá Hiến Huyện (1982-1994)♦ - Giám mục chính tòa Hiến Huyện (1994-1996)♦ | Giám mục mật phong |
| 64  | Mêchiô Thạch Hồng Trinh (石鴻禎)                                                | 1927-          | Tháng 3, 1982     | - Giám mục Phó Thiên Tân (1982-nay) | Giám mục mật phong |
| 65  | Mátthia Lục Chấn Thanh (陸振聲)                                                 | 1918-2002      | 2 tháng 3, 1982   | - Giám mục phụ tá Tần Châu (1982-2002) | Giám mục mật phong |
| 66  | Phêrô Trần Kiến Chương (陳建章)                                                 | 1920-1994      | 20 tháng 4, 1982  | - Phủ doãn Tông Tòa Dịch Huyện (1982-1988) - Giám mục phó Bảo Định (1988-1992) - Giám mục chính tòa Bảo Định (1992-1994) | Giám mục mật phong Nguồn tin Brender & GCatholic                                                                       |
| 67  | Phaolô Lưu Thư Hòa (劉書和)                                                     | 1919-1993      | 18 tháng 5, 1982  | - Giám quản Tông Tòa Nhiệt Hà (1982-1993) - Phó Phủ doãn Tông Tòa Dịch Huyện (1982-1993) | |
| 68  | Antôn Lý Duy Đạo (李維道)                                                       | 1919-1998      | 21 tháng 7, 1982  | - Giám mục chính tòa Lộ An (1982 - 1998) - Giám mục chính tòa Lộ An (1992 - 1998)♦ | Giám mục mật phong |
| 69  | Phêrô Lưu Quan Đông (劉冠東)                                                    | 1917-2013      | 25 tháng 7, 1982  | - Phó Phủ doãn Tông Tòa Dịch Huyện (1982-1988) - Phủ doãn Tông Tòa Dịch Huyện (1988-1996) | Giám mục mật phong |
| 70  | Giuse Thạch Hồng Thần (石洪臣)                                                  | 1928-2005      | 11 tháng 8, 1982  | - Giám mục Phụ tá Thiên Tân (1982-2005) | Giám mục mật phong |
| 71  | Augustinô Trịnh Thủ Đạc (鄭守鐸)                                                | 1917-2006      | 23 tháng 9, 1982  | - Phủ doãn Tông Tòa Tân Giáng (1982-2006) - Phủ doãn Tông Tòa Tân Giáng (1991-2006)♦ | Giám mục mật phong |
| 72  | Raymond Vương Sủng Lâm (王寵林)                                                 | 1921-2010      | 9 tháng 3, 1983   | - Giám mục chính tòa Triệu Huyện (1983-2005) - Giám quản Tông Tòa Triệu Huyện (1998-2000)♦ | |
| 73  | Phaolô Lý Chấn Vinh (李振榮)                                                    | 1919-1992      | Tháng 4, 1983     | - Giám mục chính tòa Hiến Huyện (1983-1992) | |
| 74  | Victô Lưu Hòa Đức (劉和德)                                                      | 1912-2001      | 1984              | - Tổng giám mục chính tòa Hán Khẩu (1984-2001) | Giám mục mật phong |
| 75  | Giuse Mã Trọng Mục (馬仲牧)                                                     | 1918-          | 1984              | - Giám mục chính tòa Ninh Hạ (1984-?) | Giám mục mật phong |
| 76  | Antôn Dương Thiểu Hoài (楊少懷)                                                 | 1915-1998      | 1984              | - Giám mục phụ tá Hán Khẩu (1984-1998) | Giám mục mật phong |
| 77  | Gioan Baotixita Diệp Năng Quát (葉而適)                                         | 1908-1992      | 1984?             | - Tổng giám mục chính tòa Phúc Châu (1984-1987) | Giám mục mật phong |
| 78  | Phêrô Trương Bá Nhân (張伯仁)                                                   | 1915-2005      | 1984              | - Giám mục chính tòa Hán Dương (1984-2005) | Giám mục mật phong |
| 79  | Giacôbê Tạ Sĩ Quang (謝仕光)                                                    | 1917-2005      | 25 tháng 1, 1984  | - Giám mục chính tòa Phúc Ninh (1984-2005) | Giám mục mật phong |
| 80  | Giuse Mông Tử Văn (蒙子文)                                                      | 1903-2007      | 24 tháng 2, 1984  | - Tổng giám mục chính tòa Nam Ninh (1984-2007) | Giám mục mật phong |
| 81  | Anrê Hác Tấn Lễ (郝進禮)                                                        | 1916-2011      | 14 tháng 9, 1984. | - Giám mục phó Tây Loan Tử (1984-1988) - Giám mục chính tòa Tây Loan Tử (1988-2011) | Giám mục mật phong |
| 82  | Giuse Lý Tùng Triết (李從哲)                                                    | 1915-2002      | 1985              | - Giám mục phụ tá Tuy Viễn (1985?-2001) | Giám mục mật phong |
| 83  | Marcô Viên Văn Tể (袁文宰)                                                      | 1922-2007      | 1985              | - Giám mục chính tòa Hải Môn (1985-2007) | Giám mục mật phong |
| 84  | Ignatiô Hoàng Thủ Thành (黃守誠)                                                | 1923-2016      | 9 tháng 1, 1985   | - Giám mục phó Phúc Ninh (1985-2005) - Giám mục chính tòa Phúc Ninh (2005-2016) - Giám quản Tông Tòa (2006-2016) | Giám mục mật phong |
| 85  | Aloisiô Kim Lỗ Hiền (金魯賢)                                                    | 1923-2016      | 27 tháng 1, 1985  | - Giám mục phụ tá Thượng Hải (1985-1988)♦ - Giám mục chính tòa Thượng Hải (1988-2013)♦ - Giám mục phó Thượng Hải (2004-2013) | Giám mục được giải vạ tuyệt thông và công nhận chức giám mục                                                           |
| 86  | Stêphanô Lý Tư Đức (李思德)                                                     | 1908-1993      | 27 tháng 1, 1985  | - Giám mục phụ tá Thượng Hải (1985-1993)♦ | |
| 87  | Giuse Phạm Trung Lương (范忠良)                                                 | 1918-2014      | 27 tháng 2, 1985  | - Giám mục phó Thượng Hải (1985-2000) - Giám quản Tông Tòa Nam Ninh (2000-2014) - Giám quản Tông Tòa Tô Châu (2000-2005) - Giám mục chính tòa Thượng Hải (2000-2014) | Giám mục mật phong |
| 88  | Phaolô Quách Văn Trị (郭文治)                                                   | 1918-2006      | Tháng 5, 1985     | - Phủ doãn Tông Tòa Tề Tề Cáp Nhĩ (1985-2000) | |
| 89  | Gioan Trần Quát Trung (陳適中)                                                  | 1917-2012      | 14 tháng 6, 1985  | - Giám mục chính tòa Tự Phủ (1985-2012) | |
| 90  | Phêrô Trần Bách Lư (陳柏蘆)                                                     | 1913-2009      | 29 tháng 4, 1986  | - Giám mục chính tòa Vĩnh Niên (1988-1999) | |
| 91  | Anrê Hàn Tỉnh Đào (韓井濤)                                                      | 1923-          | 6 tháng 5, 1986   | - Giám mục chính tòa Tứ Bình (1986–) | Giám mục mật phong |
| 92  | Giuse Huỳnh Tử Ngọc (黃子玉)                                                    | 1911-1991      | 30 tháng 11, 1986 | - Giám mục chính tòa Hạ Môn (1986–1991) | |
| 93  | Louis Dư Nhuận Thâm (余潤深)                                                    | 1929-          | 30 tháng 11, 1986 | - Giám mục chính tòa Hán Trung (1986-nay) | |
| 94  | Giuse Chu Hóa Vũ (朱化宇)                                                       | 1917-2005      | 30 tháng 11, 1986 | - Giám mục chính tòa Bạng Phụ (1986-2001) - Giám quản Tông Tòa An Khánh (1997-2001) - Giám quản Tông Tòa Vu Hồ (1997-2005) - Tổng giám mục chính tòa An Khánh (2001-2005) | |
| 95  | Augustinô Hồ Đại Quốc (胡大國)                                                  | 1922-2011      | 1987              | - Tổng giám mục chính tòa Quý Dương (1987-1997) - Phủ doãn Tông Tòa Thạch Thiên (1997-2011) | Giám mục mật phong |
| 96  | Gioan Dương Thụ Đạo (楊樹道)                                                    | 1919-2010      | 8 tháng 3, 1987   | - Giám quản Tông Tòa Phúc Châu (1987-1995) - Tổng giám mục chính tòa Phúc Châu (1995-2006) | Giám mục mật phong |
| 97  | Philiphê Mã Ký (馬驥)                                                           | 1918-1999      | 16 tháng 3, 1987  | - Giám mục chính tòa Bình Lương (1987-1999) | |
| 98  | Antôn Lý Đốc An (李篤安)                                                        | 1927-2006      | 5 tháng 4, 1987   | - Giám mục Tông Tòa Hưng An Phủ (1987-2000) - Tổng giám mục chính tòa Tây An (1987-2006) | |
| 99  | Phaolô Sử Thuần Khiết (李篤安)                                                  | 1920-1991      | 29 tháng 4, 1987  | - Giám mục phụ tá Bảo Định (1987-1991) | |
| 100 | Philiphê Từ Lập Chí (徐立志)                                                    | 1917-1992      | 31 tháng 5, 1987  | - Giám mục phụ tá Tây Loan Tử (1987-1991) | |
| 101 | Phêrô Lý Hoành Nghiệp (李宏業)                                                  | 1920-2011      | 7 tháng 8, 1987   | - Giám mục chính tòa Lạc Dương (1988-2011) | Giám mục mật phong |
| 102 | Giuse Tôn Hoài Đức (李宏業)                                                     | 1922-          | 9 tháng 8, 1987   | - Giám mục chính tòa Tam Nguyên (1987-2003) - Giám mục chính tòa Tam Nguyên (1992-2003) | Giám mục mật phong |
| 103 | Gioan Ngô Sĩ Trân (吳仕珍)                                                      | 1921-2014      | 6 tháng 9, 1987   | - Giám mục Phụ tá Nam Xương (1987-1991) - Tổng giám mục chính tòa Nam Xương (1991-2011) | |
| 104 | Philiphê Lưu Lệ Phần (劉隸芬)                                                   | 1912-1992      | 1988              | - Giám mục chính tòa An Quốc (1988-1992) | |
| 105 | Samuel Quách Truyền Chân (郭傳真) Samuel Guo Chuan-zhen                         | 1918-2012      | 24 tháng 4, 1988♦ | - Giám mục phụ tá Tế Nam (1997-2000?) | |
| 106 | Giuse Mã Học Thánh (馬學聖)                                                     | 1923-2013      | 24 tháng 4, 1988  | - Giám mục phụ tá Chu Thôn (1988-1997) - Giám mục chính tòa Chu Thôn (1997-2013) | |
| 107 | Giuse Tôn Trí Tân (孫智賓)                                                      | 1911-2008      | 24 tháng 4, 1988  | - Phủ doãn Tông Tòa Ích Đô Huyện (1988-2008) | |
| 108 | Giacôbê Triệu Tử Bình (趙子平)                                                  | 1912-2008      | 24 tháng 4, 1988  | - Giám mục phụ tá Tế Nam (1984-1997) - Tổng giám mục chính tòa Tế Nam (1997-2008) | |
| 109 | Giacôbê Tô Triết Dân (蘇哲民)                                                   | 1932-          | 2 tháng 5, 1988   | - Giám mục phụ tá Bảo Định (1988-1993) - Giám mục chính tòa Bảo Định (1993-nay) | |
| 110 | Anicêtô Anrê Vương Sung Nhất (王充一)                                           | 1919-2017      | 4 tháng 12, 1988  | - Tổng giám mục chính tòa Quý Dương (1988-2014) | |
| 111 | Gioan Khương Lập Nhân (姜立人)                                                  | 1917-2001      | 1989              | - Tổng giám mục Phó Tuy Viễn (1989-2001) | Giám mục mật phong |
| 112 | Piô Kim Phái Hiến (金沛獻)                                                      | 1924-2008      | 21 tháng 5, 1989♦ | - Tổng giám mục Thẩm Dương (1989-2008) | Giám mục giải vạ tuyện thông, công nhận chức giám mục                                                                  |
| 113 | Mátthia Bùi Thượng Đức (裴尚德)                                                 | 1918-2001      | 29 tháng 6, 1989  | - Tổng giám mục chính tòa Bắc Kinh (1989-2001) | Giám mục mật phong |
| 114 | Giuse Từ Chi Huyền (徐之玄)                                                     | 1916-2008      | 31 tháng 7, 1989  | - Giám mục phụ tá Vạn Huyện (1989-2001) - Giám mục chính tòa Vạn Huyện (2001-2008) | |
| 115 | Simôn An Thế Ân (安世恩)                                                        | 1915-2002      | 30 tháng 8, 1989  | - Giám mục chính tòa Đại Danh (1989-2002) | |
| 116 | Gioan Baotixita Lương Hy Thánh (梁希聖)                                         | 1923-2007      | 31 tháng 8, 1989  | - Tổng giám mục chính tòa Khai Phong (1989-2007) | Giám mục mật phong |
| 117 | Simôn Trương Cửu Mục (梁希聖)                                                   | 1918-1999      | 3 tháng 10, 1989  | - Giám mục chính tòa Tuyên Hóa (1989-1999) | Giám mục mật phong |
| 118 | Philiphê Phêrô Triệu Chấn Đông (趙振東)                                         | 1920-2007      | 3 tháng 10, 1989  | - Giám mục phó Tuyên Hóa (1989-1999) - Giám mục chính tòa Tuyên Hóa (1999-2007) | Giám mục mật phong |
| 119 | Gioan Hàn Đỉnh Tường (韓鼎祥)                                                   | 1937-2007      | 12 tháng 11, 1989 | - Giám mục chính tòa Vĩnh Niên (1989-2007) | Giám mục mật phong |
| 120 | Mátthia Dư Thành Tín (余成信)                                                   | 1927-2017      | 12 tháng 12, 1989 | - Giám mục phụ tá Hán Trung (1989–2007) | Giám mục mật phong |
| 121 | Giuse Lý Bính Diệu (李炳耀)                                                     | 1911-1995      | 1990              | - Giám mục chính tòa Tào Châu (1990–1995) | Giám mục mật phong |
| 122 | Tôma Tăng Cảnh Mục (曾景牧)                                                     | 1920-2016      | 13 tháng 1, 1990  | - Giám mục chính tòa Dư Giang (1988–2012) | Giám mục mật phong |
| 123 | Tađêô Quách Ấn Cung (郭印宮)                                                    | 1917-2005      | 8 tháng 7, 1990   | - Giám mục chính tòa Đại Đồng (1990–2000?) | |
| 124 | Bonaventure Lạc Tuấn (雒雋)                                                     | 1917-2007      | 8 tháng 7, 1990   | - Giám mục chính tòa Sóc Huyện (1990–2007) | |
| 125 | Giuse Trịnh Trường Thành (鄭長誠)                                               | 1913-2006      | 24 tháng 2, 1991  | - Tổng giám mục chính tòa Phúc Châu (1991–2006) | |
| 126 | Nicôla Sử Cảnh Hiền O.S.A. (史景賢)                                             | 1921-2009      | 8 tháng 5, 1991   | - Giám mục chính tòa Thương Khâu (1991–2009) - Giám mục chính tòa Thương Khâu (1999–2009)♦ | Giám mục mật phong |
| 127 | Gioan Hoắc Thành (霍成)                                                         | 1926-          | 4 tháng 9, 1991   | - Giám mục chính tòa Phần Dương (1991–nay) | |
| 128 | Mátthia Cố Chinh (顧征)                                                         | 1937-          | 11 tháng 9, 1991  | - Phủ doãn Tông Tòa Tây Ninh (1990–?) | Giám mục mật phong |
| 129 | Giuse Trương Duy Trụ (張維柱)                                                   | 1967-          | 27 tháng 10, 1991 | - Phủ doãn Tông Tòa Tân Hương (1991–nay) | Giám mục mật phong |
| 130 | Phaolô Tạ Đình Triết (謝庭哲)                                                   | 1931-2017      | 25 tháng 11, 1991 | - Phủ doãn Tông Tòa Tân Cương (1991–2017) | Giám mục mật phong |
| 131 | Giacôbê Đavít Lâm Tích Lê (林錫黎) James David Lin Xi-li                        | 1918-2009      | 22 tháng 2, 1992  | - Giám mục chính tòa Vĩnh Gia (1992–2007) | Giám mục mật phong |
| 132 | Gioan Trương Khánh Thiên (張慶天) John Zhang Qing-tian                          | 1956-          | 14 tháng 5, 1992  | - Giám mục Phụ tá Phủ doãn Tông Tòa Dịch Huyện (1992–?) | Giám mục mật phong |
| 133 | Phanxicô An Thụ Tân (安樹新) Francis An Shu-xin                                 | 1949-          | 2 tháng 5, 1993   | - Giám mục Phụ tá Bảo Định (1993 - 2007) - Giám mục Phó Bảo Định (2007 - nay) - Giám mục chính tòa Bảo Định (2010 - nay)♦ | Giám mục mật phong |
| 134 | Phêrô Lạc Bắc Chiêm (駱北瞻) Peter Luo Bei-zhan                                 | 1911-2001      | 14 tháng 5, 1993  | - Tổng giám mục chính tòa Trùng Khánh (1993 - 2001) | |
| 135 | Tôma Triệu Phượng Ngô, S.V.D (駱北瞻) Thomas Zhao Feng-wu                       | 1920-2005      | 18 tháng 5, 1993  | - Giám mục chính tòa Duyện Châu (1993 - 2005) | |
| 136 | Gioan Cao Khắc Hiền (高可賢) John Gao Ke-xian                                   | 1927-2005      | 2 tháng 9, 1993   | - Giám mục chính tòa Chu Thôn (1993 - 2005) - Giám quản Tông Tòa Yên Đài (1997 - 2005) | |
| 137 | Mátthêu La Đốc Hy (羅篤熹) Matthew Luo Du-xi                                    | 1919-2009      | 21 tháng 9, 1993  | - Giám mục chính tòa Gia Định (1993 - 2009) | |
| 138 | Bênêđíctô Thái Tú Phong, (蔡秀峰) Benedict Cai Xiu-feng                         | 1917-2007      | 3 tháng 12, 1993  | - Phủ doãn Tông Tòa Quế Lâm (1993 - 2007) | |
| 139 | Phanxicô Đồng Huy (童輝) Francis Tong Hui                                       | 1933-2016      | 19 tháng 3, 1994  | - Giám mục chính tòa Diên An (1994 - 2011) | |
| 140 | Sylvestrô Lý Kiến Đường (李建唐) Sylvester Li Jian-tang                         | 1925-2017      | 18 tháng 12, 1994 | - Tổng giám mục chính tòa Thái Nguyên (1994 - 2013) | |
| 141 | Giuse Chu Bảo Ngọc (朱寶玉) Joseph Zhu Bao-yu                                   | 1921-          | 19 tháng 3, 1995  | - Giám mục Phó Nam Dương (1995) - Giám mục chính tòa Nam Dương (1995 - 2010) | Giám mục mật phong |
| 142 | Giuse Ngụy Cảnh Nghĩa (魏景義) Joseph Wei Jing-yi                               | 1921-          | Tháng 6, 1995     | - Giám mục Phó Phủ doãn Tông Tòa Tề Tề Cáp Nhĩ (1995 - 2000) - Giám mục Phủ doãn Tông Tòa Tề Tề Cáp Nhĩ (2000 - nay) | |
| 143 | Gioan Lưu Thế Công (劉世功) John Liu Shi-gong                                   | 1928-2017      | 20 tháng 10, 1995 | - Giám mục chính tòa Tập Ninh (1995 - 2017) | |
| *   | Gioan Trần Thương Bảo (陳蒼保)                                                  | 1960-          | 19 tháng 3, 1997  | - Giám mục phó Dịch Huyện (1997-?) - Giám quản Tông Tòa Nhiệt Hà (?–?) | - Giám mục mật phong và không được chính quyền Trung Quốc công nhận chức vị                                            |
| *   | Mátthia Đỗ Giang (杜江) Matthias Du Jiang                                       | 1963-          | 7 tháng 5, 2004   | - Phủ doãn Tông Tòa Lâm Đông (2004 - nay) | Giám mục mật phong |

Đây là danh sách Giám mục người Trung Quốc, bao gồm cả lãnh thổ giáo phận thuộc Đài Loan, Hồng Kông và Macau.
| Bính âm Phiên âm                                               | Tên gốc       | Bổ nhiệm | Tỉnh           | Chức vụ | Ghi chú              |
| -------------------------------------------------------------- | ------------- | -------- | -------------- | --- | -------------------- |
| Ma Da-qin, Thaddeus Tađêô Mã Đạt Khâm                          | 馬達欽        | 2012     | Thượng Hải     | Giám mục phó Thượng Hải ▼ Giám mục phụ tá Thượng Hải |                      |
| Ma Xue-sheng, Joseph                                           | 馬學聖        | 1988     | Sơn Đông       | Giám mục Chu Thôn |                      |
| Ma Ying-lin, Joseph ▼ Giuse Mã Anh Lâm                         | 馬英林        | 2006 ▼   | Vân Nam        | Tổng Giám mục Côn Minh ▼ |                      |
| Ma Zhong-mu, Joseph                                            | 馬仲牧        | 1984     | Ninh Hạ        | Giám mục Ninh Hạ |                      |
| Meng Qing-lu, Paul Phaolô Mạnh Thanh Lộc                       | 孟青祿        | 2010     | Nội Mông       | Tổng Giám mục Tuy Viễn |                      |
| Meng Zhu-you, Paul Phaolô Mạnh Ninh Hữu                        | 孟寧友        | 2010     | Sơn Tây        | Tổng Giám mục phó Thái Nguyên |                      |
| Pei Jun-min, Paul Phaolô Bùi Quân Dân                          | 裴軍民        | 2006     | Liêu Ninh      | Tổng Giám mục Thẩm Dương |                      |
| Qian Yu-rong, Thomas ▼                                         | 錢余榮        | 1959 ▼   | Giang Tô       | Giám mục Từ Châu |                      |
| Qu Ai-lin, Methodius Methodius Khuất Ái Lâm                    | 屈藹林        | 2012     | Hà Nam         | Tổng Giám mục Trường Sa Giám quản Tông tòa Thường Đức Giám quản Tông tòa Hành Hương Giám quản Tông tòa Lợi Châu Giám quản Tông tòa Bảo Thanh Giám quản Tông tòa Tương Đàm Giám quản Tông tòa Nhạc Châu Giám quản Tông tòa Nguyên Lăng Giám quản Tông tòa Vĩnh Châu |                      |
| Shao Zhu-min                                                   | 邵祝敏        | 2007     | Chiết Giang    | Giám mục phó Vĩnh Gia |                      |
| Shen Bin, Joseph Giuse Thẩm Bân                                | 沈斌          | 2010     | Giang Tô       | Giám mục Hải Môn |                      |
| Shi En-xiang, Cosmas                                           | 師恩祥        | 1982     | Hà Bắc         | Phủ doãn Tông tòa Dịch Huyện |                      |
| Shi Shuang-xi ▼                                                | 史雙喜        | 2004 ▼   | Hà Bắc         | Giám mục phụ tá Vĩnh Niên ▼ | hưu                  |
| Su Yao-wen, Martin Martinô Tô Diệu Vấn                         | 蘇耀文        | 2007     | Đài Loan       | Giám mục Đài Trung |                      |
| Su Yong-da, Paul                                               | 蘇永大        | 2004     | Quảng Tây      | Giám mục Bắc Hải |                      |
| Su Zhi-min, James James Tô Triết Dân                           | 蘇哲民        | 1988     | Hà Bắc         | Giám mục Bảo Định |                      |
| Sun Ji-gen, Joseph Tôn Kế Căn, Giuse                           | 孫繼根        | 2011     | Hà Bắc         | Giám mục phó Vĩnh Niên |                      |
| Tan Yan-quan, Joseph Giuse Đàm Yến Toàn                        | 譚燕全        | 2003     | Quảng Tây      | Tổng Giám mục Nam Ninh |                      |
| Ti Kang, Joseph Giuse Địch Cương                               | 狄剛          | 1975     | Đài Loan       | Tổng Giám mục Đài Bắc | hưu                  |
| Tong Chang-ping, Joseph                                        | 同長平        | 2002     | Thiểm Tây      | Phủ doãn Tông tòa Thông Châu |                      |
| Tong Hon, John Gioan Thang Hán                                 | 湯漢          | 1996     | Hồng Kông      | Hồng y, Giám mục Hồng Kông |                      |
| Tong Hui, Francis                                              | 童輝          | 1994     | Thiểm Tây      | Giám mục Nhã An | hưu                  |
| Tseng Chien-tsi, John Baptist                                  | 曾建次        | 1998     | Đài Loan       | Giám mục phụ tá Hoa Liên |                      |
| Tu Shi-hua, Anthony ▼                                          | 涂世華        | 1959 ▼   | Hà Bắc         | Giám mục Hán Dương ▼ |                      |
| Wang Chong-yi, Anicetus Andrew Anicetus Andrew Vương Sung Nhất | 王充一        | 1988     | Quý Châu       | Tổng Giám mục Quý Dương | Hưu - Dead 20.4.2017 |
| Wang Jin, John Baptist                                         | 王藎          | 1999     | Sơn Tây        | Giám mục Du Thứ |                      |
| Wang Mi-lu Vương Mịch Lộc                                      | 王覓錄 / 王泰 | 1981     | Cam Túc        | Giám mục Khâm Châu |                      |
| Wang Ren-lei, John ▼ Vương Nhân Lôi, Gioan                     | 王仁雷        | 2006 ▼   | Giang Tô       | Giám mục phó Từ Châu ▼ |                      |
| Wang Ruo-han, John Baptist ▼ Vương Nhược Hàn, Gioan Baotixita  | 王若翰        | 2002     | Cam Túc        | Giám mục phụ tá Khâm Châu |                      |
| Wang Yu-jung, Joseph                                           | 王愈榮        | 1975     | Đài Loan       | Giám mục Đài Trung | hưu                  |
| Wei Jing-yi, Joseph                                            | 魏景義        | 1995     | Hắc Long Giang | Phủ doãn Tông tòa Tề Tề Cáp Nhĩ |                      |
| Wu Jun-wei, Peter Vũ Tuấn Duy, Phêrô                           | 武俊維        | 2010     | Sơn Tây        | Phủ doãn Tông tòa Giang Châu |                      |
| Wu Qin-jing, Joseph                                            | 吳欽敬        | 2005     | Thiểm Tây      | Giám mục Chu Chí |                      |
| Wu Shi-zhen, John Giuse Ngô Sĩ Trân                            | 吳仕珍        | 1987     | Giang Tây      | Tổng Giám mục Nam Xương | Dead                 |
| Xiao Ze-jiang, Paul Phaolô Tiêu Trạch Giang                    | 蕭澤江        | 2007     | Quý Châu       | Tổng Giám mục phó Quý Dương |                      |
| Xie Ting-zhe, Paul                                             | 謝庭哲        | 1991     | Tân Cương      | Phủ doãn Tông tòa Tân Cương ▼ |                      |
| Xing Wen-zhi, Joseph Hình Văn Chi, Giuse                       | 邢文之        | 2005     | Thượng Hải     | Giám mục phụ tá Thượng Hải |                      |
| Xu Hong-gen, Joseph Từ Hồng Căn, Giuse                         | 徐宏根        | 2006     | Giang Tô       | Giám mục Tô Châu |                      |
| Xu Ji-wei, Anthony Từ Kiết Vĩ, Antôn                           | 徐吉偉        | 2010     | Chiết Giang    | Giám mục Thai Châu |                      |
| Yang Xiang-tai, Stephen Dương Tường Thái, Stêphanô             | 楊祥太        | 1996     | Hà Bắc         | Giám mục Vĩnh Niên |                      |
| Yang Xiao-ting, John Baptist Dương Hiểu Đình, Gioan Baotixita  | 楊曉亭        | 2010     | Thiểm Tây      | Giám mục Diên An |                      |
| Yang Yong-qiang, Joseph Dương Vĩnh Cường, Giuse                | 楊永強        | 2010     | Sơn Đông       | Giám mục phó Chu Thôn |                      |
| Yeh Sheng-nan, Thomas                                          | 葉勝男        | 1998     | Tòa Thánh      | Tổng Giám mục Hiệu tòa Leptis Magna Sứ thần Tòa Thánh tại Algeria Sứ thần Tòa Thánh tại Tunisia |                      |
| Ye Rong-hua, Joseph                                            | 葉榮華        | 2000     | Thiểm Tây      | Phủ doãn Tông tòa Hưng An Phủ |                      |
| Yu Run-shen, Louis Louis Dư Nhuận Thâm                         | 余潤深        | 1986     | Thiểm Tây      | Giám mục Hán Trung |                      |
| Yue Fu-sheng, Joseph ▼ Nhạc Phúc Sanh, Giuse                   | 岳福生        | 2012 ▼   | Hắc Long Giang | Giám quản Tông tòa Cáp Nhĩ Tân ▼ |                      |
| Zen Ze-kiun, Joseph, S.D.B. Giuse Trần Nhật Quân               | 陳日君        | 1996     | Hồng Kông      | Hồng y, Giám mục Hồng Kông | hưu                  |
| Zeng Jing-mu, Thomas                                           | 曾景牧        | 1988     | Giang Tây      | Giám mục Dư Giang |                      |
| Zhan Si-lu, Ignatius ▼ Ignatiô Chiêm Tư Lộc                    | 詹思祿        | 2000 ▼   | Phúc Kiến      | Giám mục Phúc Ninh ▼ |                      |
| Zhang Huai-xin, Thomas Tôma Trương Hoài Tín                    | 張懷信        | 1981     | Hà Nam         | Giám mục Vệ Huy |                      |
| Zhang Wei-zhu, Joseph                                          | 張維柱        | 1992     | Hà Nam         | Phủ doãn Tông tòa Tân Hương |                      |
| Zhang Xian-wang, Joseph Giuse Trương Hiến Vượng                | 張憲旺        | 2004     | Sơn Đông       | Tổng Giám mục Tế Nam |                      |
| Zhang Yin-lin, Joseph Giuse Trương Ngân Lâm                    | 張銀林        | 2015     | Hà Nam         | Giám mục Cấp Huyện |                      |
| Zhang Zhi-yong, Peter Trương Chí Dũng, Phêrô                   | 張志勇        | 2002     | Thiểm Tây      | Giám mục phó Phượng Tường |                      |
| Zhao Feng-chang, Joseph Giuse Triệu Phượng Xương               | 趙鳳昌        | 2000     | Sơn Đông       | Giám mục Dương Cốc |                      |
| Zhao Ke-xun, Thomas                                            | 趙克勛        | 2006     | Hà Bắc         | Giám mục Tuyên Hóa |                      |
| Zhu Bao-yu, Joseph                                             | 朱寶玉        | 1995     | Hà Nam         | Giám mục Nam Dương ▼ |                      |
| Zhu Wei-fang Chu Duy Phương                                    | 朱維芳        | 2009     | Chiết Giang    | Giám mục Vĩnh Gia Giám mục Vĩnh Gia ▼ |                      |
| Zhuang Jian-jian, Peter                                        | 莊建堅        | 2006     | Quảng Đông     | Giám mục Sán Đầu |                      |
| Zong Huai-de, Joseph                                           | 宗懷德        | 1987     | Thiểm Tây      | Giám mục Tam Nguyên Giám mục Tam Nguyên ▼ |                      |

*Ghi chú: ▼ chỉ những nhân vật, cuộc tấn phong hoặc chức vụ không được Giáo luật Công giáo công nhận